# قرار مجلس الأمن التابع للأمم المتحدة رقم 987
قرار مجلس الأمن التابع للأمم المتحدة رقم 987، المتخذ بالإجماع في 19 أبريل 1995، بعد إعادة التأكيد على جميع القرارات المتعلقة بالصراعات في يوغوسلافيا السابقة، ولا سيما القرار 982 (1994)، دعا المجلس إلى اتخاذ تدابير لضمان سلامة وأمن وحرية تنقل قوة الحماية التابعة للأمم المتحدة في البوسنة والهرسك في أعقاب الهجمات التي تعرضت لها.
وأعرب المجلس عن قلقه إزاء استمرار القتال في البوسنة والهرسك وانتهاكات القرارين 781 (1992) و816 (1993) على الرغم من الاتفاقات بشأن وقف إطلاق النار وعدم مقبولية حل النزاع بالوسائل العسكرية. وأشار أيضاً إلى الهجمات الأخيرة على أفراد قوة الأمم المتحدة للحماية والتي أسفرت عن مقتل فرنسيين وضرورة احترام وضع أفراد الأمم المتحدة.
وشدد المجلس، بموجب الفصل السابع من ميثاق الأمم المتحدة، على مسؤولية الأطراف وغيرهم من المعنيين عن ضمان سلامة وأمن وحرية تنقل قوة الأمم المتحدة للحماية، داعياً إلى وقف جميع الهجمات وأعمال التخويف ضد القوة. وطُلب من الأمين العام بطرس بطرس غالي اقتراح الإجراءات التي يمكن اتخاذها لمنع الهجمات على قوة الأمم المتحدة للحماية وتمكينها من تنفيذ ولايتها.
تم حث الأطراف في البوسنة والهرسك على الموافقة على تمديد وقف إطلاق النار ووقف الأعمال العدائية واستئناف المفاوضات من أجل تسوية سياسية شاملة.

## روابط خارجية
- نص القرار في undocs.org